# Schiervelde Stadion
Schiervelde Stadion – stadion piłkarski, położony w mieście Roeselare, Belgia. Swoje mecze na tym obiekcie rozgrywa zespół KSV Roeselare. Jego pojemność wynosi 8836 miejsc.